# Костин, Владимир Васильевич
Влади́мир Васи́льевич Ко́стин (13 января 1939, Кронштадт, СССР — 1 февраля 1975, Ленинград, СССР) — советский киноактёр, в том числе озвучивания.

## Биография

### Детство и юность
Владимир Костин родился 13 января 1939 года в Кронштадте на острове Котлин. Его отец был музыкантом-баянистом ансамбля Краснознаменного Балтийского Флота, а мама — домохозяйкой.
Детство Владимир Костин провел в блокадном Ленинграде. Ближе к самому концу войны Владимира забрала к себе бабушка и занималась его дальнейшим воспитанием вплоть до его взросления. Обучаясь в школе, Владимир увлёкся театром и будучи учеником школы стал посещать известный в послевоенные годы в Ленинграде Театр юного творчества. Талант мальчика сразу же заметили руководители театра и взяли его к себе в труппу. Он участвовал в его постановках, исполняя главные роли. Режиссёр Ян Фрид, посетив этот театр, пригласил Костина на роль Вадима Шмелёва в фильме «Дорога правды». Тамара Макарова, игравшая главную героиню этого фильма, посоветовала юному актёру поступить во ВГИК.

### Карьера
После того как Владимир закончил школу, он поступил во ВГИК, в мастерскую Григория Козинцева.
После премьеры фильма «Дорога правды», Владимир обрел популярность. Он не мог пройти по улице неузнанным, из-за чего сильно расстраивался. Ему приходили сотни писем от поклонниц, среди которых была, например, известная гимнастка Лариса Латынина.
Окончив десятилетку, поступил на актёрский факультет ВГИКа, в мастерскую Григория Козинцева. Григорий Михайлович под угрозой исключения запрещал своим студентам принимать участие в кинокартинах. Владимир Костин, получив приглашение Василия Ордынского на одну из центральных ролей в фильм «Сверстницы», участие в съемках принял на каникулах. Затем, таким же образом, снялся в главной роли у Ивана Лукинского в фильме «Прыжок на заре». Когда картины вышли на экран, то над ним нависла угроза исключения. Спасла Костина семейная трагедия — ушла из жизни мама. Козинцев пожалел своего студента, и он продолжил учёбу. «Прыжок на заре», к тому же, засчитали Костину как дипломную работу.
К сожалению, таких значимых работ как «Сверстницы» и «Прыжок на заре» у Владимира Костина больше не было. Из-за запрета мастера пришлось отказаться от роли Николая Ростова в «Войне и мире».
Окончив ВГИК в 1962 году, Владимир Костин был принят в штат киностудии «Ленфильм».
Наиболее заметные работы были созданы актёром в фильмах других студий. В основном, это были персонажи героического и характерного плана: Уткин-«Станко» («Товарищ Арсений»), Фролов («Взорванный ад»), Дыходымов («Непоседы»), Башмаков («Внимание, цунами!»), Соловей («Морской характер»). Много и успешно работал на дубляже фильмов.

### Убийство
Ленинград, 1 февраля 1975 года. Вечером Владимир Васильевич, возвращаясь от друга, ехал домой на такси. Во время пути следования в машину подсел подвыпивший человек в штатском, оказавшийся милиционером. Таксист потребовал от Владимира повторно оплатить проезд, но он отказался, сославшись на то что его друг перед поездкой уже оплатил положенную сумму. Разъярённый милиционер забрал и таксиста и его пассажира в отделение милиции. Владимир Костин стал возмущаться, объяснять, что он актёр и спешит домой к беременной жене. Фраза «я артист» возмутила «стражей порядка» после чего Костина избили. Травмы оказались не совместимы с жизнью и из отделения вынесли уже его труп.
Похоронен актёр на Красносельском кладбище в Ленинграде.

#### Судебный процесс
По словам вдовы Костина, приехавшие друзья Костина сообщили что её супруг умер от сердечного приступа в отделении.
"Врач вышел со свидетельством, и краем глаза я увидела милиционеров, стоящих неподалеку, — вспоминала вдова Костина, — они тоже ждали заключения. «Как же так, такой молодой, здоровый, спортсмен, и вдруг сердечный приступ?!», — спросили наши друзья. — заявила она тогда. Судмедэкспертиза подтвердила тот факт что актёр скончался от несовместимых с жизнью травм. Как вспоминала вдова актёра эксперта вскоре уволили.
Добиться привлечения виновных к ответственности удалось с большим трудом. Директор «Ленфильма» Виктор Блинов обратился к своему приятелю, начальнику ГУВД Владимиру Кокушкину. Настаивали на расследовании даже актрисы Элизабет Тейлор и Джейн Фонда, которые были в Ленинграде на съемках картины «Синяя птица».
В итоге последовал громкий судебный процесс, в результате которого были осуждены и приговорены к лишению свободы трое сотрудников милиции. Общественным обвинителем на суде выступала немало известная режиссёр Тамара Родионова. Адвокат отказал семье убитого в услугах, после чего вдова актёра говорила сама заключительное слово. Вся её речь была записана журналистами и напечатана во эмигрантском журнале «Континент», в результате чего Валентина Фёдоровна долго не могла найти работу.

## Личная жизнь
Первый брак актёра оказался неудачным. Прожив вместе пять лет и родив сына, супруги расстались. Со второй женой Костин познакомился на съёмках фильма «Снегурочка», где она снималась в небольшом эпизоде. 15 августа 1969 года Владимир и Валентина поженились и прожили счастливо 6 лет, до трагического ухода Владимира Костина из жизни. Владимир Васильевич очень ждал дочку, но увидеть её ему так и не было суждено. Даша родилась 15 марта 1975 года, через полтора месяца после смерти отца.

## Фильмография
- 1956 — Дорога правды — Вадим Шмелёв
- 1959 — Сверстницы — Василий
- 1960 — Прыжок на заре — рядовой Андрей Воронков (главная роль)
- 1962 — После свадьбы — военный на вокзале (нет в титрах)
- 1963 — Пока жив человек — Федя
- 1963 — Каин XVII — горожанин
- 1964 — Пока фронт в обороне — комбат Чернецов
- 1964 — Товарищ Арсений — Иван Никитич Уткин
- 1964 — Весенние хлопоты — посетитель ресторана
- 1966 — Товарищ песня — Виктор
- 1967 — Взорванный ад — Фролов
- 1967 — Опекун (короткометражка) — жених
- 1967 — Санта-Лючия (фильм-спектакль) — Радик (главная роль)
- 1967 — Аглая (фильм-спектакль) — Венцлов (главная роль)
- 1968 — Старая, старая сказка — горожанин
- 1968 — Снегурочка — друг Мизгиря
- 1968 — Непоседы — Дыходымов
- 1969 — Опасные гастроли — подпольщик
- 1969 — Внимание, цунами — Башмаков
- 1969 — Белый флюгер — матрос
- 1970 — Морской характер — Александр Иванович Турнин
- 1972 — Двенадцать месяцев — летний месяц
- 1972 — Боба и слон — милиционер
- 1973 — Крах инженера Гарина — следователь
- 1973 — Умные вещи — молодой солдат-конвоир

## Озвучивание
- 1958 — Подвиги Геракла — Ясон
- 1960 — Будь счастлива, Ани! — Боян (роль Косты Цонева)
- 1961 — Спасибо за весну
- 1963 — Пятеро из Ферганы — Абдулла (роль Ульмас Алиходжаева).
- 1964 — Трудный путь — Умар
- 1964 — Колокол Саята — Уткур (роль Талим Каримова).
- 1964 — Белые горы
- 1965 — Лёгкая рука — Эрик Круус
- 1965 — «Тобаго» меняет курс — Артур (роль Леонса Криванса).
- 1965 — Слово имеет прокурор — Анджей Табор
- 1966 — Ночи без ночлега — Янас
- 1966 — Тревожное утро — Тажибай (роль Анвара Молдабекова).
- 1968 — Волчье эхо
- 1969 — Рабы — Джерико
- 1969 — Лев готовится к прыжку — Бестия (роль Иштвана Буйтора).
- 1972 — Дмитрий Кантемир — Дмитрий Кантемир (роль Михая Волонтира).
- 1972 — Фламинго, розовая птица — Фарман (роль Гасана Мамедова).
- 1972 — Сойти на берег — Март (роль Леонхарда Мезина).
- 1972 — Слуги дьявола на чёртовой мельнице — Петерис (роль Артура Экиса).
- 1973 — Я вырос у моря — Имран (роль Алиббаса Кадырова).
- 1973 — Пятеро на тропе — Хамраев (роль Хабибулло Абдураззакова).
- 1974 — Эй вы, ковбои!
- 1975 — Нападение на тайную полицию — Янис Лутер/Адольф Карлсон (роль Гирта Яковлева).